# Gaetano Trovato
Gaetano Trovato (* 25. Januar 1960 auf Sizilien) ist ein italienischer Koch.
Seit 1982 kocht Gaetano Trovato im Herzen der Toskana (in Colle di Val d’Elsa bei Siena) im Restaurant Arnolfo. Gelernt hat er sein Handwerk unter anderem bei Roger Vergé in Frankreich. 

## Auszeichnungen
- 2 Sterne im Guide Michelin (Guide Rouge)
- 3 Sterne im Guide Veronelli
- 2 Gabeln im Guide Gambero Rosso